# Heliodor (imię)
Heliodor – imię męskie pochodzenia greckiego. Stanowi złożenie słów Helios – „słońce” i dōron – „dar”, a oznacza „dar słońca” lub „dar Heliosa” (w mitologii greckiej boga-słońca). Nadawane w Polsce co najmniej od 1746 roku. 
Żeński odpowiednik: Heliodora.

## Heliodorimieninyobchodzi
- 9 kwietnia, jako wspomnienie św. Heliodora, biskupa, wspominanego razem ze św. Dasanem, Mariabem i kilkuset towarzyszami, męczennikami[3]
- 3 lipca, jako wspomnienie św. Heliodora, biskupa Altino (IV wiek)[4]
- 21 listopada, jako wspomnienie św. Heliodora z Pamfilii[5]
- 6 grudnia, jako wspomnienie bł. Heliodora Ramosa Garcii[6]

## Znane osoby noszące imię Heliodor
- Heliodor Cepa – generał brygady Wojska Polskiego
- Heliodoro Dols – współczesny architekt hiszpański
- Heliodor Jan Stanisław Skórzewski – wsławił się podczas kampanii 1812 roku pod Smoleńskiem
- Heliodor Święcicki – pierwszy rektor UAM
- Heliodor Jan Laskowski - komandor podporucznik Marynarki Wojennej, twórca polskiej artylerii nadbrzeżnej w okresie międzywojennym.